# Lycodon capucinus
Espèce
Synonymes
- Lycodon aulicus Cantor, 1847
- Ophites septentrionalis Müller, 1887

Statut de conservation UICN

 LC  : Préoccupation mineure
Lycodon capucinus est une espèce de serpent de la famille des Colubridae.
Cette couleuvre mord assez facilement les êtres humains quand elle se sent menacée mais sa morsure n'est pas dangereuse.

## Description
Ce serpent aux très nombreuses taches brunes mesure généralement moins d'un mètre de long.

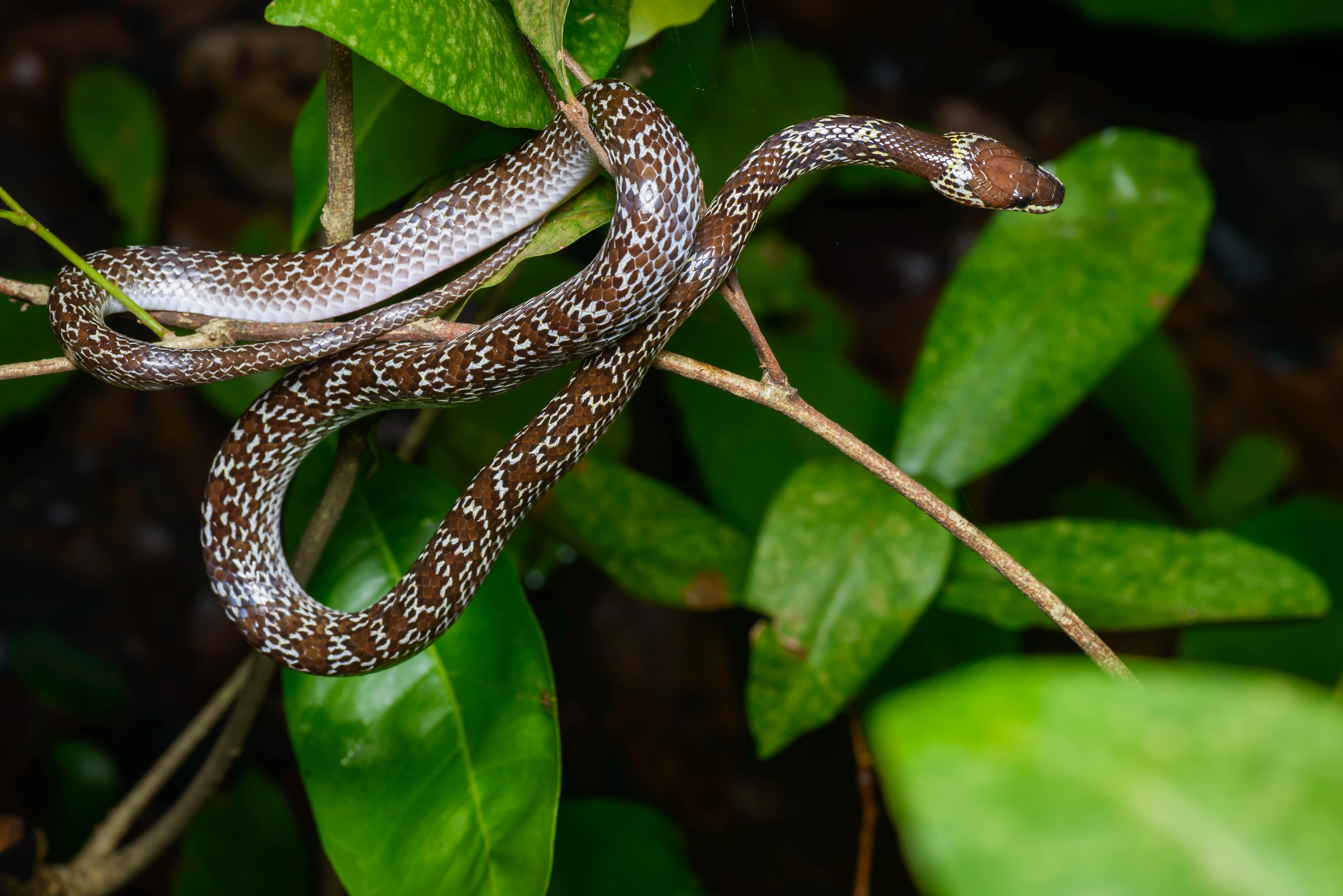
Lycodon capucinus, parc national de Kaeng Krachan, Thaïlande

Il chasse la nuit et mange des petits lézards dont des geckos et parfois des grenouilles.

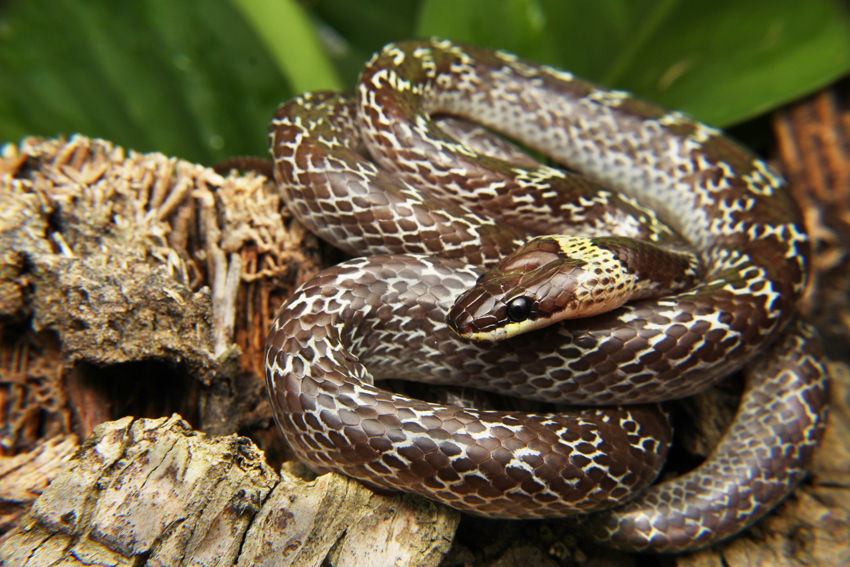
Lycodon capucinus, parc forestier de Pranburi, Thaïlande

## Répartition
Cette espèce se rencontre :
- en Birmanie ;
- au Cambodge ;
- dans le sud-est de la république populaire de Chine et à Hong Kong
- aux îles Cook ;
- en Inde, sur les îles Andaman ;
- en Indonésie ;
- au Laos ;
- aux Maldives ;
- à l'île Maurice ;
- en Malaisie péninsulaire ;
- aux Philippines ;
- à La Réunion ;
- à Singapour ;
- en Thaïlande ;
- au Viêt Nam.

## Publication originale
- Boie, 1827 : Bemerkungen über Merrem's Versuch eines Systems der Amphibien, 1. Lieferung: Ophidier. Isis von Oken, Jena, vol. 20, p. 508-566 (texte intégral).